# Ugli
Die Ugli ist eine Zitrusfrucht, die als Produkt einer Hybridisierung aus Mandarine (Citrus reticulata) und Grapefruit (Citrus × aurantium) oder Pampelmuse (Citrus maxima) entstanden sein soll. Kreuzungen aus Mandarine und Grapefruit werden als Tangelo bezeichnet. Sie wurde in Jamaika um 1917 gefunden und ab den 1930er Jahren kommerziell vermarktet. Als Handelsmarke ist die Frucht als UGLI® von der Cabel Hall Citrus Ltd. registriert. Der Name leitet sich angeblich von ihrer rauen und grünlich-gelben Schale ab, die Assoziationen mit dem englischen Wort ugly für hässlich weckte.

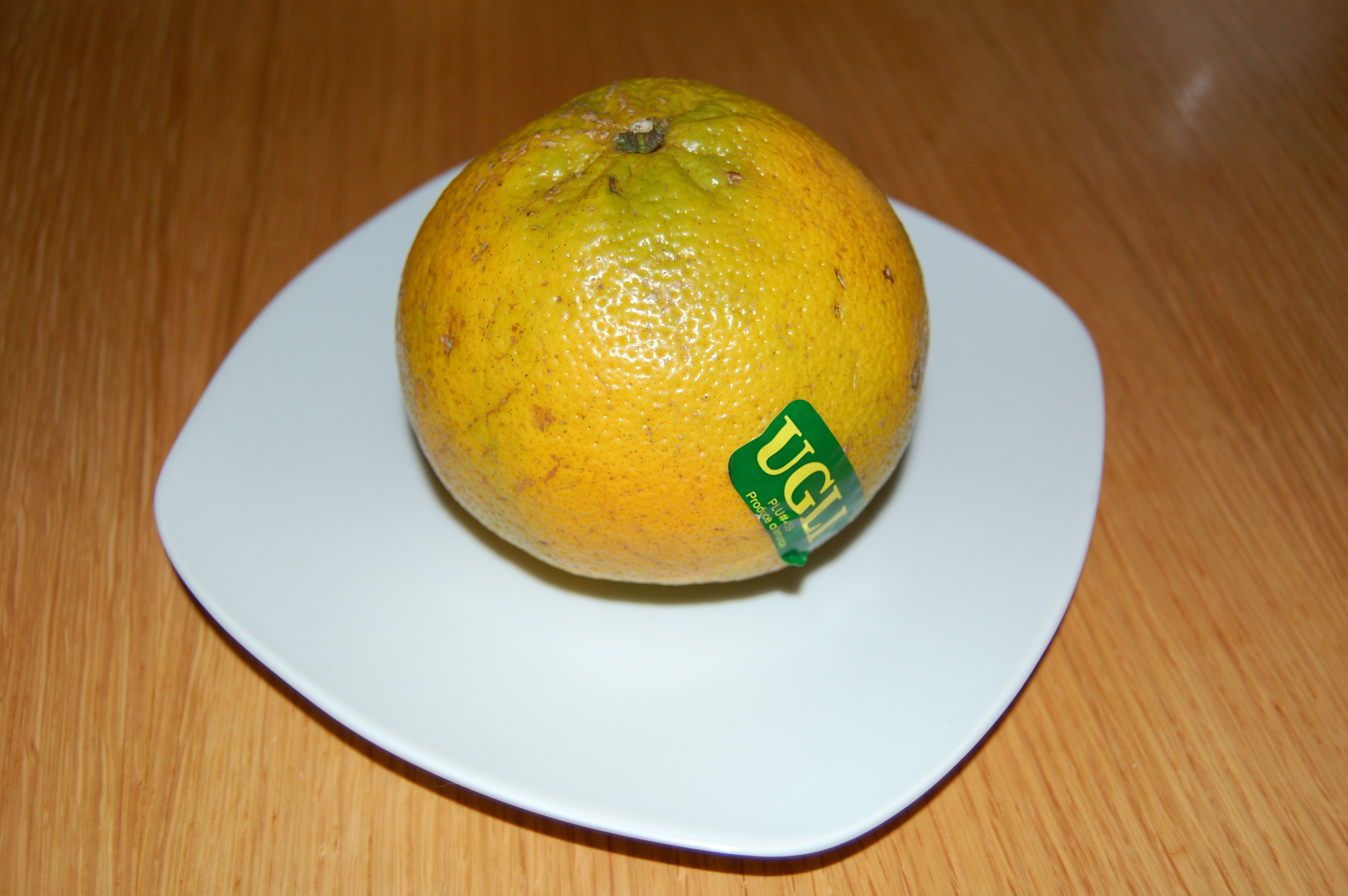
Die grün-gelbe Ugli-Frucht

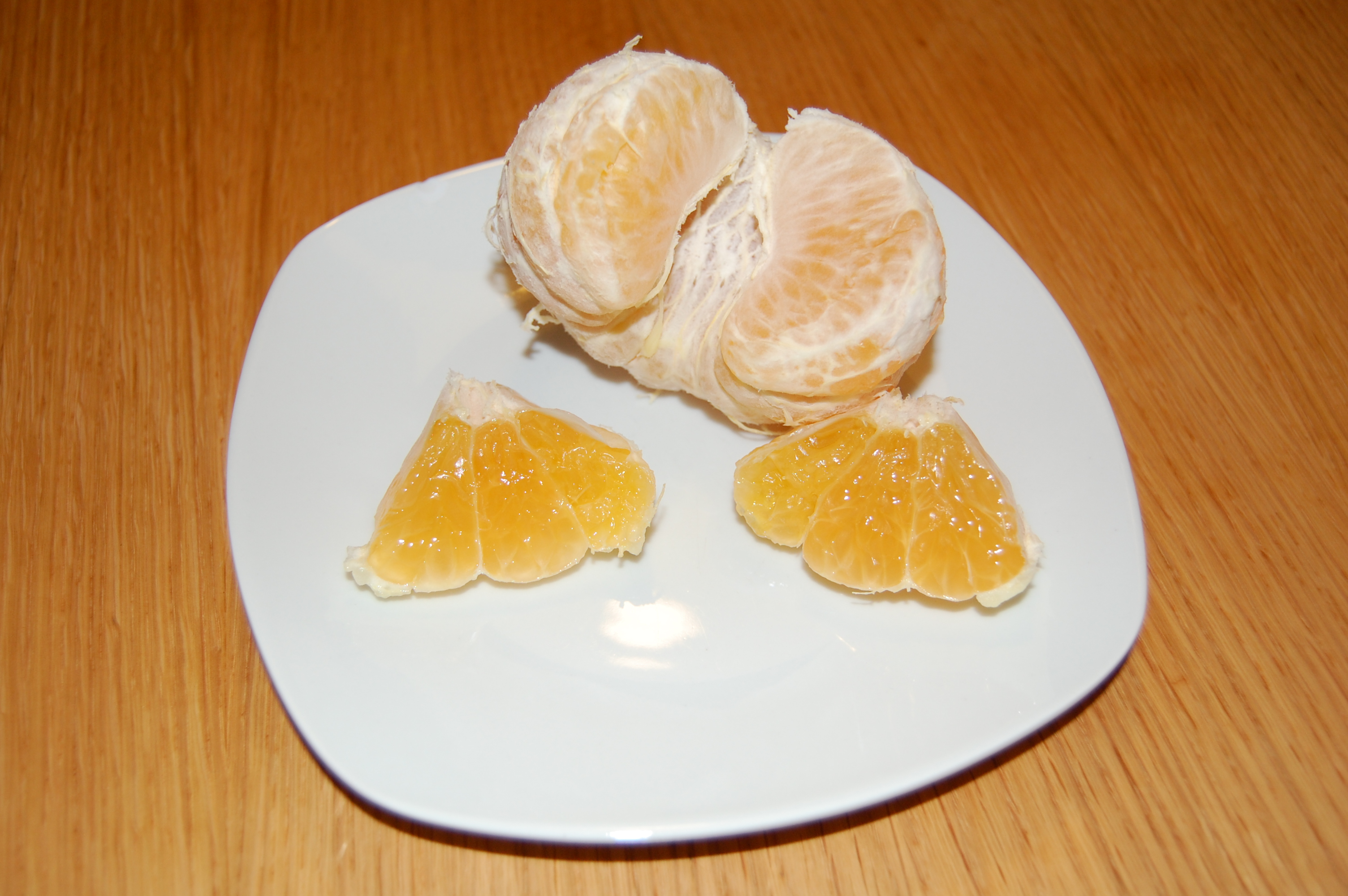
Das Innere einer Ugli

Der Baum hat einen aufrechten Habitus und erinnert an einen Mandarinen-Baum.
Die Frucht hat einen Durchmesser von 10 bis 15 Zentimeter. Die Form ist rundlich und etwas abgeplattet. Die Farbe der reifen Frucht ist Gelb, etwas orange angehaucht, grünlich an den Enden. Die Schale ist rau und ledrig, sie lässt sich leicht schälen. Das weiße Mesokarp (Albedo) ist recht dick. Die Frucht ist in etwa zwölf Segmente eingeteilt, die mit orangefarbenem, saftigem Fruchtfleisch gefüllt sind. Der Geschmack ist aromatisch, süßlich, mit nur wenig Säure oder Grapefruit-typischem Geschmack. Die zentrale Achse der Frucht ist hohl. Gelegentlich vorkommende Samen enthalten nur einen Embryo.
Erhältlich ist sie als Saisonprodukt von Dezember bis April, kommt jedoch im deutschsprachigen Raum eher selten in den Handel.